# Arndt Schaffner

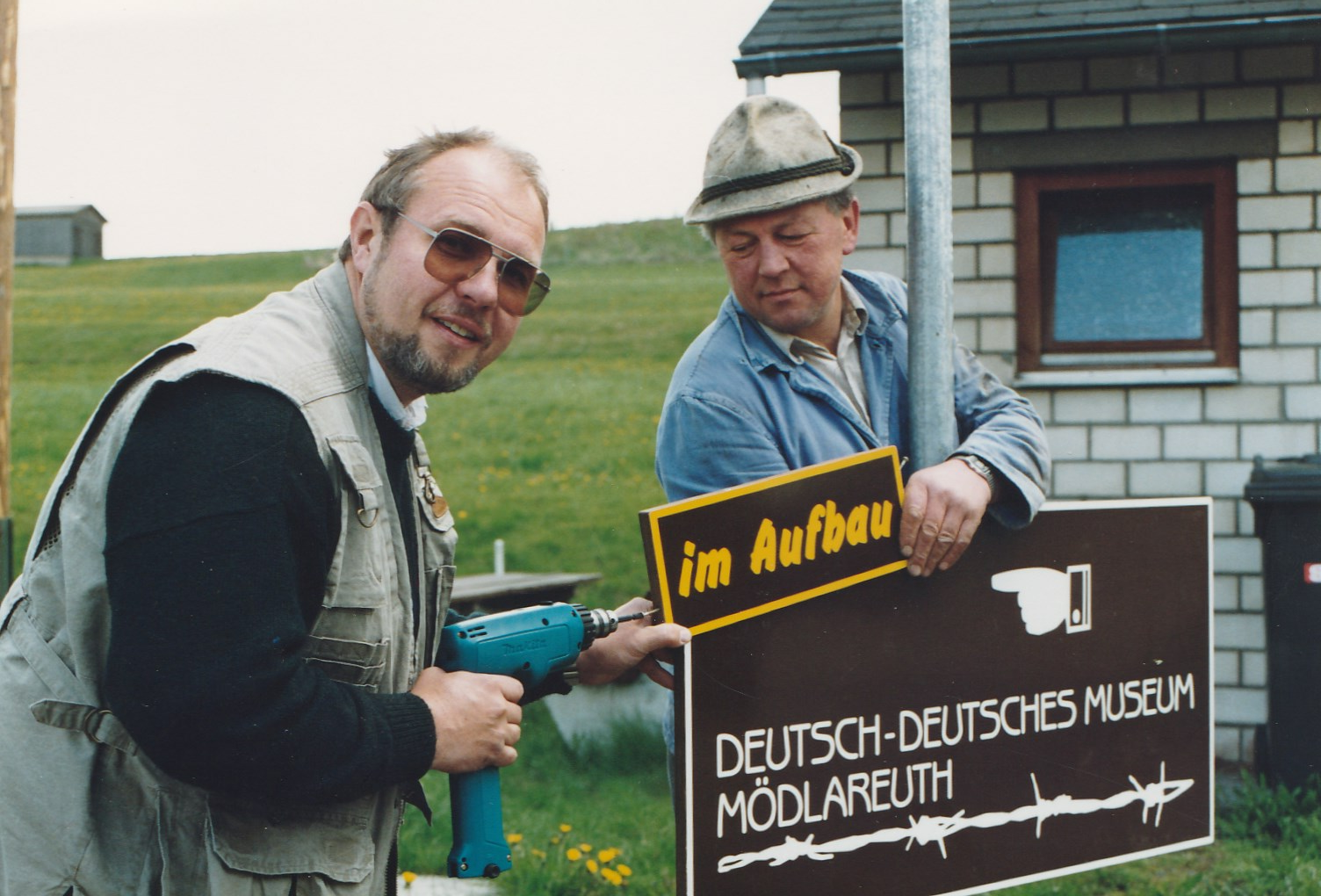
Arndt Schaffner (li.) beim Aufbau des Deutsch-Deutschen Museums Mödlareuth

Arndt Schaffner (* 11. Dezember 1946 in Münchberg; † 7. August 2007) war ein deutscher Fotograf und Dokumentarfilmer sowie Mitbegründer und langjähriger leitender Geschäftsführer des Deutsch-Deutschen Museums Mödlareuth.

## Leben
Schaffner dokumentierte seit Ende der 1970er Jahre das Geschehen an der innerdeutschen Grenze rund um das geteilte Dorf Mödlareuth. 1980 entstand dabei der Dokumentarfilm An den Ufern der Saale, drei Jahre später das Tagebuch eines geteilten Dorfes.
Unmittelbar nach der Öffnung der Grenze in Mödlareuth am 17. Juni 1990 begann er gemeinsam mit dem Töpener Bürgermeister Arnold Friedrich die Trennung des Dorfes dokumentarisch aufzuarbeiten und setzte sich für den teilweisen Erhalt der Sperranlagen ein. Daraus entstand im Herbst 1990 das Deutsch-deutsche Museum, dessen Leitung Schaffner übernahm. Es gelang ihm, aus dem Gebiet zwischen Plauen und Suhl mehr als 20.000 Zeitdokumente und Exponate zusammenzutragen. Seine fotografische Dokumentation der Grenze umfasst rund 25.000 Aufnahmen.
Für sein Lebenswerk wurde Schaffner 1999 mit dem Bundesverdienstkreuz ausgezeichnet.

## Filme
- An den Ufern der Saale. Dokumentarfilm von Arndt und Jutta Schaffner, Deutschland 1980
- Mödlareuth. Geschichte eines geteilten Dorfes. Dokumentarfilm von Arndt Schaffner, Deutschland 1982
- Tagebuch eines geteilten Dorfes. Dokumentarfilm (40 min) von Arndt Schaffner, Deutschland 1983
- Alltag an der Grenze – Die Deutsche Teilung am Beispiel Mödlareuths. Dokumentarfilm (20 min) von Arndt Schaffner, Deutschland 1998
- Der Dietelhof – Bäuerliches Leben von einst und jetzt im Museum von heute, Dokumentarfilm (40 min) von Arndt Schaffner, Deutschland 1992
- Halt! Hier Grenze – Auf den Spuren der innerdeutschen Grenze. Dokumentarfilm von Christian Gierke mit ausführlichem Interview mit Arndt Schaffner, Deutschland 2005
- Die „Schlacht von Kópháza“ – Zeitzeugen erinnern sich. Dokumentarfilm von Arndt Schaffner produziert für die Sonderausstellung „Flucht über Ungarn – Paneuropäisches Picknick '89“, Deutschland 2006
- Im Zeichen der Wende. Notizen aus der Provinz. Dokumentarfilm über die DDR-Grenze und Zeit der Wende 1989 in Hof und Umgebung (45 min) von Arndt Schaffner, Deutschland 2009
- Über Arndt R. Schaffner. Film über den Dokumentarfilmer Arndt Schaffner (3 min), schaffner-doku, Deutschland 2016
- Weitere Filme und mehr als 20.000 Bilder sind im schaffner.doku-Archiv verfügbar.